# Ентоні Столарц
Ентоні Столарц (англ. Anthony Stolarz; нар. 20 січня 1994, Едісон) — американський хокеїст, воротар клубу НХЛ «Торонто Мейпл-Ліфс». Гравець збірної команди США.
Володар Кубка Стенлі.

## Ігрова кар'єра
Хокейну кар'єру розпочав 2011 року виступами за юініорську команду «Корпус Крісті АйсРайс».
2012 року був обраний на драфті НХЛ під 45-м загальним номером командою «Філадельфія Флаєрс». Того ж року Ентоні розпочав виступати за хокейну команду Університету Небраска.
Через малу ігрову практику, Столарц прийняв пропозицію клубу ОХЛ «Лондон Найтс» для подальшої кар'єри.
1 березня 2013 року Ентоні підписав трирічний контракт початкового рівня з клубом НХЛ «Філадельфія Флаєрс». Наступні два сезони своєї кар'єри американець відіграв за фарм-клуб «Ліхай Веллі Фантомс».
27 листопада 2016 року, Столарц дебютував у складі «Флаєрс» у переможній грі 5–3 проти «Калгарі Флеймс». Загалом у сезоні 2016–17 американець провів сім матчів у тому числі один шатаут у грі проти «Детройт Ред Вінгз».
У квітні 2017 року Столарцу зробили операцію з відновлення розриву медіальної колатеральної зв'язки правого коліна. У вересні він переніс другу операцію через що пропустив весь наступний ігровий сезон 2017–18 років.
18 липня 2018 року Ентоні підписав однорічний контракт з «Флаєрс». Більшу частину сезону 2018–19 він провів у складі фарм-клубу «Ліхай Веллі Фантомс». 
15 лютого 2019 року Столарца обміняли на воротаря «Едмонтон Ойлерс» Кема Тальбо. Наприкінці сезону Ентоні став вільним агентом.
3 липня 2019 року «Анагайм Дакс» уклав з гравцем дворічну угоду. Більщість часу свого першого сезону за «Дакс», Ентоні провів виступаючи за фарм-клуб «Сан-Дієго Галлс».
7 січня 2021 року сторони уклали новий дворічний контракт.
1 липня 2023 року, Столарц як вільний агент підписав однорічний контракт із клубом «Флорида Пантерс».
Наразі ж грає за клуб НХЛ «Торонто Мейпл-Ліфс».

## На рівні збірних
Був гравцем молодіжної збірної США.
Гравець збірної команди США. У складі збірної бронзовий призер чемпіонату світу 2021 року.

## Нагороди та досягнення
- Володар Кубка Стенлі в складі «Флорида Пантерс» — 2024.[20]

## Статистика

### Клубні виступи
| Сезон        | Клуб                    | Ліга         | Регулярний сезон | Регулярний сезон | Регулярний сезон | Регулярний сезон | Регулярний сезон | Регулярний сезон | Регулярний сезон | Регулярний сезон | Регулярний сезон | Плей-оф | Плей-оф | Плей-оф | Плей-оф | Плей-оф | Плей-оф | Плей-оф | Плей-оф |
| Сезон        | Клуб                    | Ліга         | І                | В                | П                | Н/OT             | Хв               | ПГ               | ІБГ              | ПГГ              | %ВК              | І       | В       | П       | Хв      | ПГ      | ІБГ     | ПГA     | %ВК     |
| ------------ | ----------------------- | ------------ | ---------------- | ---------------- | ---------------- | ---------------- | ---------------- | ---------------- | ---------------- | ---------------- | ---------------- | ------- | ------- | ------- | ------- | ------- | ------- | ------- | ------- |
| 2011–12      | «Корпус Крісті АйсРайс» | ПАХЛ         | 50               | 23               | 22               | 4                | 2,939            | 139              | 3                | 2.84             | .920             | —       | —       | —       | —       | —       | —       | —       | —       |
| 2012–13      | Університет Небраска    | НКАА         | 8                | 2                | 5                | 0                | 421              | 18               | 1                | 2.56             | .898             | —       | —       | —       | —       | —       | —       | —       | —       |
| 2012–13      | «Лондон Найтс»          | ОХЛ          | 20               | 13               | 3                | 2                | 1,153            | 44               | 1                | 2.29             | .920             | 18      | 13      | 5       | 1,115   | 47      | 1       | 2.53    | .923    |
| 2013–14      | «Лондон Найтс»          | ОХЛ          | 35               | 25               | 5                | 2                | 1,927            | 81               | 4                | 2.52             | .926             | 3       | 3       | 0       | 180     | 6       | 0       | 2.00    | .933    |
| 2014–15      | «Ліхай Веллі Фантомс»   | АХЛ          | 31               | 9                | 13               | 4                | 1,592            | 87               | 2                | 3.28             | .905             | —       | —       | —       | —       | —       | —       | —       | —       |
| 2015–16      | «Ліхай Веллі Фантомс»   | АХЛ          | 47               | 21               | 18               | 7                | 2,726            | 118              | 0                | 2.60             | .916             | —       | —       | —       | —       | —       | —       | —       | —       |
| 2016–17      | «Ліхай Веллі Фантомс»   | АХЛ          | 29               | 18               | 9                | 0                | 1,645            | 80               | 1                | 2.92             | .911             | —       | —       | —       | —       | —       | —       | —       | —       |
| 2016–17      | «Філадельфія Флаєрс»    | НХЛ          | 7                | 2                | 1                | 1                | 377              | 13               | 1                | 2.07             | .928             | —       | —       | —       | —       | —       | —       | —       | —       |
| 2017–18      | «Редінг Роялс»          | ХЛСУ         | 3                | 1                | 1                | 0                | 179              | 9                | 0                | 3.02             | .902             | —       | —       | —       | —       | —       | —       | —       | —       |
| 2017–18      | «Ліхай Веллі Фантомс»   | АХЛ          | 1                | 0                | 1                | 0                | 59               | 6                | 0                | 6.08             | .829             | —       | —       | —       | —       | —       | —       | —       | —       |
| 2018–19      | «Ліхай Веллі Фантомс»   | АХЛ          | 5                | 2                | 0                | 2                | 268              | 16               | 0                | 3.58             | .901             | —       | —       | —       | —       | —       | —       | —       | —       |
| 2018–19      | «Філадельфія Флаєрс»    | НХЛ          | 12               | 4                | 3                | 3                | 630              | 35               | 1                | 3.33             | .902             | —       | —       | —       | —       | —       | —       | —       | —       |
| 2018–19      | «Едмонтон Ойлерс»       | НХЛ          | 6                | 0                | 2                | 0                | 239              | 15               | 0                | 3.77             | .897             | —       | —       | —       | —       | —       | —       | —       | —       |
| 2019–20      | «Сан-Дієго Галлс»       | АХЛ          | 39               | 21               | 12               | 6                | 2,321            | 103              | 0                | 2.66             | .922             | —       | —       | —       | —       | —       | —       | —       | —       |
| 2019–20      | «Анагайм Дакс»          | НХЛ          | 1                | 0                | 1                | 0                | 59               | 2                | 0                | 2.04             | .944             | —       | —       | —       | —       | —       | —       | —       | —       |
| 2020–21      | «Сан-Дієго Галлс»       | АХЛ          | 3                | 3                | 0                | 0                | 184              | 9                | 0                | 2.93             | .920             | —       | —       | —       | —       | —       | —       | —       | —       |
| 2020–21      | «Анагайм Дакс»          | НХЛ          | 8                | 4                | 3                | 0                | 464              | 17               | 1                | 2.20             | .926             | —       | —       | —       | —       | —       | —       | —       | —       |
| 2021–22      | «Анагайм Дакс»          | НХЛ          | 28               | 12               | 8                | 3                | 1,507            | 67               | 3                | 2.67             | .917             | —       | —       | —       | —       | —       | —       | —       | —       |
| 2022–23      | «Анагайм Дакс»          | НХЛ          | 19               | 5                | 6                | 0                | 821              | 51               | 0                | 3.73             | .899             | —       | —       | —       | —       | —       | —       | —       | —       |
| 2023–24      | «Флорида Пантерс»       | НХЛ          | 27               | 16               | 7                | 2                | 1,506            | 51               | 2                | 2.03             | .925             | 1       | 0       | 0       | 35      | 3       | 0       | 5.17    | .842    |
| Усього в НХЛ | Усього в НХЛ            | Усього в НХЛ | 108              | 43               | 31               | 9                | 5,600            | 251              | 8                | 2.69             | .915             | 1       | 0       | 0       | 35      | 3       | 0       | 5.17    | .842    |

### Збірна
| Рік                | Команда            | Турнір             | Місце              | І | В | П | ОТП | Хв | ПГ | ІБГ | ПГГ  | %ВК   |
| ------------------ | ------------------ | ------------------ | ------------------ | - | - | - | --- | -- | -- | --- | ---- | ----- |
| 2014               | США                | МЧС                | 5-е                | 1 | 1 | 0 | 0   | 60 | 0  | 1   | 0.00 | 1.000 |
| 2021               | США                | ЧС                 | 3                  | 1 | 0 | 0 | 0   | 5  | 0  | 0   | 0.00 | 1.000 |
| Молодіжна збірна   | Молодіжна збірна   | Молодіжна збірна   | Молодіжна збірна   | 1 | 1 | 0 | 0   | 60 | 0  | 1   | 0.00 | 1.000 |
| Національна збірна | Національна збірна | Національна збірна | Національна збірна | 1 | 0 | 0 | 0   | 5  | 0  | 0   | 0.00 | 1.000 |